# Rapture (chanson de Nadia Ali)
Pour les articles homonymes, voir Rapture.
Singles de Nadia Ali
Fantasy
(2010) Pressure
(2011)
Rapture est une chanson de iiO (en) reprise par la chanteuse Nadia Ali. Le remix du DJ suédois Avicii intitulé "Avicii New Generation Mix" est la version officielle. Le clip vidéo est mis en ligne sur YouTube le 15 mars 2011 a été visionné plus de 17 millions de fois.

## Liste des pistes
| No | Titre                                         | Durée |
| -- | --------------------------------------------- | ----- |
| 1. | Rapture (Avicii New Generation Radio Edit)    | 3:42  |
| 2. | Rapture (Avicii New Generation Remix)         | 7:08  |
| 3. | Rapture (Tristan Garner Elevation Radio Edit) | 3:42  |
| 4. | Rapture (Tristan Garner Elevation Remix)      | 8:02  |
| 5. | Rapture (Gareth Emery Radio Edit)             | 3:37  |
| 6. | Rapture (Gareth Emery Remix)                  | 7:16  |
| 7. | Rapture (High Rankin Remix)                   | 5:33  |

## Classement hebdomadaire
| Classement (2010-2011)                 | Meilleure position |
| -------------------------------------- | ------------------ |
| Australie (ARIA Dance Chart)           | 21                 |
| Belgique (Flandre Ultratop 50 Singles) | 28                 |
| Belgique (Wallonie Ultratip 50)        | 17                 |
| France (SNEP)                          | 24                 |
| Pays-Bas (Single Top 100)              | 77                 |
| Roumanie (UPFR)                        | 3                  |
| Slovaquie (IFPI Rádio)                 | 23                 |
| Suisse (Schweizer Hitparade)           | 63                 |
| Classement (2012)                      | Meilleure position |
| Royaume-Uni (UK Dance Chart)           | 7                  |
| Royaume-Uni (UK Indie Chart)           | 3                  |
| Royaume-Uni (UK Singles Chart)         | 40                 |

## Classement de fin d'année
| Classement (2011) | Position |
| ----------------- | -------- |
| Roumanie Top 100  | 40       |

## Historique de sortie
| Pays        | Date             | Label                        | Format                 |
| ----------- | ---------------- | ---------------------------- | ---------------------- |
| Pays-Bas    | 3 décembre 2010  | Armada Music                 | Téléchargement digital |
| Belgique    | 3 décembre 2010  | Armada Music                 | Téléchargement digital |
| États-Unis  | 8 décembre 2010  | Smile in Bed Records         | Téléchargement digital |
| Allemagne   | 21 décembre 2010 | PinkStar Records             | Téléchargement digital |
| Espagne     | 12 janvier 2011  | Blanco Y Negro               | Téléchargement digital |
| Norvège     | 14 janvier 2011  | Catchy Tunes                 | Téléchargement digital |
| Suède       | 14 janvier 2011  | Catchy Tunes                 | Téléchargement digital |
| Royaume-Uni | 27 mai 2011      | Ministry of Sound Recordings | Téléchargement digital |
| Australie   | 8 avril 2011     | Ministry of Sound Australia  | Téléchargement digital |